# بن داود
بن داود (به عربی: بن داود) یک شهرداری در الجزایر است که در استان برج بوعریریج واقع شده‌است. بن داود ۱۳٬۴۷۲ نفر جمعیت دارد.